# 1863
1863 (MDCCCLXIII) fue un año común comenzado en jueves según el calendario gregoriano.

## Acontecimientos

### Enero
- 1 de enero: 
  - En Estados Unidos entra en vigor la Proclamación de Emancipación para los esclavos del sur.
  - En Galveston (Estados Unidos) ―en el marco de la Guerra de Secesión― se libra la batalla de Galveston.
- 10 de enero: en Londres (Reino Unido) se inaugura el primer sistema de ferrocarril metropolitano, con un trazado de 6 km.
- 14 de enero: Un terremoto de 6,4 sacude la provincia de Jujuy en Argentina.
- 15 de enero: en México ―en el marco de la segunda invasión francesa―, el ejército imperial francés bombardea a la población civil de Acapulco.

### Febrero
- 9 de febrero: en Ginebra (Suiza) se reúne un comité que decide la creación de la Cruz Roja.
- 23 de febrero: Un terremoto de 7,5 sacude Nueva Zelanda.
- 24 de febrero: en el marco de la Guerra de Secesión, Estados Unidos se apropia del estado de Arizona.

### Marzo
- 16 de marzo: en México ―en el marco de la segunda intervención francesa― el general francés Federico Forey y su ejército pone sitio a la ciudad de Puebla por segunda vez, esta vez de manera exitosa.

### Abril
- 1 de abril: en la calle Canuda de Barcelona (España), las Hermanitas de los Pobres abren su primera fundación.
- 19 de abril: en Uruguay se inicia la Revolución liderada por Venancio Flores contra el gobierno de Bernardo Prudencio Berro, que deriva en una guerra civil que terminará en 1865.
- 21 de abril: en el jardín de Ridván, en Bagdad (Irak), el religioso Bahá'u'lláh anuncia públicamente su misión.
- 23 de abril: en Venezuela se realiza el Tratado de Coche, y acaba la Guerra Federal.
- 30 de abril: en Camarón de Tejeda (México) ―en el marco de la segunda invasión francesa―, 3000 soldados mexicanos aplastan a 65 soldados invasores franceses en la batalla de Camarón. Actualmente este día se celebra el Día de la Legión Extranjera.

### Mayo
- 4 de mayo: En Cuenca, Ecuador, los hermanos cristianos de La Salle fundan la primera unidad educativa siguiendo la doctrina de San Juan Bautista De la Salle en Hispanoamérica.
- 8 de mayo: en Antioquia (Colombia) se promulga la Constitución de Rionegro, que regirá los destinos del país durante 23 años.
- 17 de mayo: en Galicia (España) se establece "O Día das Letras Galegas".
- 21 de mayo: se funda oficialmente la Iglesia Adventista del Séptimo Día en Míchigan, Estados Unidos.
- 24 de mayo: en Buenos Aires (Argentina) sale el primer ejemplar del diario satírico El Mosquito, pionero del género en ese país.
- 25 de mayo: en la hacienda Coche, cerca de Caracas (Venezuela) se firma el Tratado de Coche, que pone fin a la Guerra Federal.

### Junio
- 3 de junio: en Manila (Filipinas) se registra un fuerte terremoto de 7,4 que deja más de 1000 muertos.
- 10 de junio: en México, el ejército invasor francés ocupa la Ciudad de México, consumando así la primera parte de la guerra de intervención francesa en ese país.
- 20 de junio: en los Estados Unidos, la región de Virginia Occidental se convierte en el estado n.º 35 de la Unión.
- 22 de junio: la Iglesia católica decreta la condena de todas las novelas románticas de Alejando Dumas y Alejandro Dumas (hijo), incluyéndolas en el Index librorum prohibitorum.[1]

### Julio
- 1 de julio: Batalla de Gettysburg durante la Guerra de Secesión.
- 4 de julio: Batalla de Vicksburg durante la Guerra de Secesión.
- 11 de julio: México ―invadido por los franceses― comienza a ser gobernado por una «regencia» dirigida por Juan Nepomuceno Almonte, José Mariano Salas y Pelagio Antonio de Labastida y Dávalos hasta el 10 de abril de 1864, fecha en la que Maximiliano I será coronado como emperador de México.

### Agosto
- 16 de agosto: en República Dominicana se restaura la independencia, en la llamada la Segunda República.
- 19 de agosto: Nacimiento de Diego Matute.
- 30 de agosto: en Colombia se funda la villa de Pereira, capital de Risaralda, ubicada en el denominado Eje cafetero.

### Septiembre
- 21 de septiembre: en Madrid (España), la reina de España reconoce la independencia de la República Argentina (que se había declarado independiente 47 años antes, el 9 de julio de 1816).

### Octubre
- 26 de octubre: Se establece The Football Association (FA) en Inglaterra.

### Noviembre
- 1 de noviembre: cerca de la población de Cunduacán (México), el ejército tabasqueño al mando del coronel Gregorio Méndez Magaña, derrota a los invasores franceses en la batalla del Jahuactal.
- 7 de noviembre: en el centro de la provincia de Buenos Aires (Argentina) se funda la villa de Tapalqué, a 273 km al suroeste de la ciudad de Buenos Aires.
- 12 de noviembre: en la aldea de Loma Blanca ―a 175 km al sureste de la villa de La Rioja (Argentina)― el Chacho Peñaloza (64) se rinde ante su primo Ricardo Vera (28); es asesinado a lanzazos y decapitado. Su cabeza es clavada en un poste en la plaza de Olta. Una de sus orejas presidió por mucho las reuniones de la clase culta de la villa de San Juan. Termina la resistencia argentina contra el Gobierno unitario de Buenos Aires.
- 15 de noviembre: en Dinamarca asciende al trono Cristián IX.

### Diciembre
- 1 de diciembre: en San Nicolás de los Arroyos (Argentina) se inaugura la primera sucursal del Banco de la Provincia de Buenos Aires.
- 6 de diciembre: 12 km al noroeste de la frontera de Ipiales (Colombia) con Tulcán (Ecuador), los Estados Unidos de Colombia vencen a los ecuatorianos en la batalla de Cuaspud el enfrentamiento más importante de la guerra colombo-ecuatoriana.
- 8 de diciembre: en Londres se logra el consenso para establecer las 14 reglas del fútbol, que recibe el nombre de fútbol asociación (association football en inglés).
- 8 de diciembre: en Santiago de Chile, un incendio destruye la Iglesia de la Compañía y mueren más de dos mil personas.[2]
- 19 de diciembre: en el campo Limes Field del distrito de Mortlake de la ciudad de Londres (Reino Unido) se juega el primer partido de fútbol de la historia.
- 29 de diciembre: se inaugura el Canal de Suez, que une las aguas del mar Mediterráneo y del mar Rojo.

### Sin fecha
- Se crea la Cruz Roja por iniciativa del suizo Jean Henri Dunant.
- Como corolario de la segunda invasión francesa, los Gobiernos de Inglaterra, Francia y España designan a Maximiliano I como emperador de México.
- Publicación de "Cantares Gallegos" de Rosalía de Castro, en Vigo.

## Arte y literatura
- León Tolstói: Los cosacos.
- Julio Verne: Cinco semanas en globo.
- John Stuart Mill: El utilitarismo.
- Ernest Renán: La vie de Jésus, que provocó un gran escándalo.
- Miguel Riofrío: La emancipada, primera novela ecuatoriana.
- Manuel Antonio López Borrero publica Las tardes de un panteón.

## Ciencia y tecnología
- Hermann Ludwig Ferdinand von Helmholtz (1821-1894), físico y médico alemán, publica el libro Sobre las sensaciones de tono como base fisiológica para la teoría de la música.
- El primer sistema de ferrocarril metropolitano (metro) se inaugura en Londres, el 10 de enero, con una extensión de 6 km.

## Nacimientos

### Enero
- 1 de enero: Pierre de Coubertin, pedagogo e historiador francés (f. 1937).
- 17 de enero: Konstantin Stanislavsky, actor, director escénico y pedagogo actoral (f. 1938)

### Febrero
- 11 de febrero: John F. Fitzgerald, político estadounidense y abuelo materno del presidente John F. Kennedy (f. 1950).
- 27 de febrero: George H. Mead, filósofo estadounidense (f. 1931).
- 27 de febrero: Joaquín Sorolla, pintor español (f. 1923).

### Marzo
- 1 de marzo: Clotilde Catalán de Ocón y Gayolá, entomóloga y poetisa española (f. 1946).
- 3 de marzo: Arthur Machen, escritor, periodista y actor británico (f. 1947).
- 12 de marzo: Gabriele D'Annunzio, novelista, poeta y dramaturgo italiano (f. 1938).

### Abril
- 3 de abril: Henry van de Velde, arquitecto neerlandés (f. 1957).
- 29 de abril: Constantino Cavafis, poeta griego (f. 1933).

### Junio
- 16 de junio: Arturo Michelena, pintor venezolano (f. 1898).
- 21 de junio: Max Wolf, astrónomo alemán (f. 1932).

### Julio
- 30 de julio: Henry Ford, empresario automovilístico estadounidense (f. 1947).

### Agosto
- 9 de agosto: Conde de Romanones, aristócrata español y presidente del Gobierno (f. 1950).

### Septiembre
- 13 de septiembre: Arthur Henderson, político y sindicalista británico, premio nobel de la paz en 1934 (f. 1935).
- 13 de septiembre: Franz von Hipper, militar alemán (f. 1932).
- 16 de septiembre: Marjan Raciborski, botánico, taxónomo y fitogeógrafo polaco (f. 1917).

### Octubre
- 9 de octubre: Aleksandr Ziloti, pianista, director de orquesta y compositor ruso (f. 1945).
- 13 de octubre: Martin Aagaard, Pintor Noruego. (f. 1913).
- 16 de octubre: Austen Chamberlain, político británico, premio nobel de la paz en 1925 (f. 1937).

### Noviembre
- 7 de noviembre: Julián del Casal, poeta cubano, uno de los máximos exponentes de la literatura modernista en español (f. 1893).

### Diciembre
- 9 de diciembre: John Burnet, filólogo clásico británico (f. 1928).
- 18 de diciembre: Francisco Fernando, aristócrata austrohúngaro (f. 1914).
- 29 de diciembre: Francisco Gavidia, escritor, educador, historiador, politólogo, orador, traductor y periodista salvadoreño (f. 1955).

### Fechas desconocidas
- Herbert James Draper, pintor academicisista inglés (f. 1920).
- Laureá Barrau, pintor impresionista catalán (f. 1957).

## Fallecimientos

### Enero
- 17 de enero: Horace Vernet, pintor francés (n. 1789).

### Marzo
- 21 de marzo: Matías Cousiño, empresario chileno (n. 1810).

### Abril
- 29 de abril: Mariano Miguel de Reynoso y Abril (n. 1799)

### Mayo
- 2 de mayo: Samuel A. Cartwright, médico inventor del término Drapetomanía. conocido racista. (n. 1793)
- 8 de mayo: Juan Francisco Giró, presidente uruguayo (n. 1791).

### Julio
- 23 de julio: Sophie Lebrun, pianista y compositora alemana (n. 1781).

### Agosto
- 13 de agosto: Eugène Delacroix, pintor francés (n. 1798).

### Septiembre
- 17 de septiembre: Alfred de Vigný, escritor francés (n. 1797).
- 17 de septiembre: Carlos de Chacón y Michelena, capitán de navío español y primer gobernador de Fernando Poo (n. 1816).
- 18 de septiembre: Pedro Calvo Asensio, político, escritor, periodista y farmacéutico español (n. 1821).
- 20 de septiembre: Jakob Grimm, cuentista, investigador del idioma y mitólogo alemán (n. 1785).
- 29 de septiembre: Pascual María Estruch, abogado español (n. 1787).
- 30 de septiembre: Constantin Wilhelm Lambert Gloger, ornitólogo alemán (n. 1803).

### Octubre
- 27 o 28 de octubre: Florencio María del Castillo, escritor y periodista mexicano (n. 1828).

### Diciembre
- 14 de diciembre: Manuel Blanco Romasanta, psicópata criminal español (n. 1809).